# 마디나 타이마조바
마디나 안드레예브나 타이마조바(러시아어: Мадина Андреевна Таймазова, 1999년 6월 30일~)는 러시아의 유도 선수이다. 2020년 하계 올림픽 여자 하프헤비급 동메달을 획득했으며 세계 유도 선수권 대회에서 단체전 동메달 1개를 획득했다.